# Císařský kámen (rozhledna)
Rozhledna Císařský kámen se nachází ve Vratislavicích nad Nisou v Liberci, na stejnojmenném vrchu v nadmořské výšce 637 m. Vrch Císařský kámen je nejzápadnější částí Maršovické vrchoviny, jeho původním názvem byly Špičák nebo též Uhlířský vrch – název Císařský kámen upomíná na návštěvu císaře Josefa II. při jeho inspekční cestě v roce 1779, o čemž svědčí nápis na žulovém bloku pod rozhlednou.

## Dřevěná rozhledna (2009)
První rozhledna byla šestipatrová, celodřevěná ze smrkového dřeva, s ocelovými spojovací prvky. Vysoká byla 20 m, vyhlídková plošina byla ve výšce 18,8 m, vedlo na ni 96 schodů. Na financování výstavby ve výši 1,8 mil. Kč se podílely obce Mikroregionu Císařský kámen, statutární město Liberec a Liberecký kraj. Projekt rozhledny pochází od sdružení projektantů TOINSTA z Jablonce nad Nisou. Výstavbu provedla společnost TAXUS s.r.o. od podzimu roku 2008, kolaudace byla 30. června 2009. Slavnostní otevření u příležitosti 230 let návštěvy císaře Josefa II. bylo dne 9. září 2009.
Konstrukce z nevhodného smrkového dřeva bez řádné impregnace rychle zchátrala, byla napadena houbami i hmyzem a tak už v roce 2017 byla z bezpečnostních důvodů nepřístupná. Starosta Vratislavic Lukáš Pohanka tehdy obhajoval nízkou životnost rozhledny tím, že na ni chodilo mnoho lidí a že původní konstrukce byla stejně nízkonákladovou, ekologickou stavbou s kratší životností, které by dodatečná impregnace a nátěry už nijak významně nepomohly. Likvidaci provedla 16. srpna 2018 firma Dřevovýroba Turnov, která potvrdila, že stavba byla velmi shnilá a rozřezání bylo nejlepším řešením.

## Kovová rozhledna (2018)
Ihned po odstranění rozřezaných trosek se na stejném místě započalo se stavbou nové rozhledny, jejíž architekt Miloš Munzar do velké míry zachoval původní styl – veškeré nosné prvky však jsou ocelové a dřevo je použito pouze pro dekoraci jako opláštění. Nová rozhledna je o tři metry vyšší než původní, nejvyšší vyhlídkové patro je ve výšce 21 metrů nad terénem a vede na něj 112 schodů. Otevřena pro veřejnost byla v listopadu 2018.

## Přístup
Po zelené turistické značce z Vesce (část města Liberec) či od železniční stanice Jeřmanice (asi 3 km), popř. po červené z Proseče nad Nisou (žel. stanice) přes osadu Milíře, kam lze též dojet autem, odtud dále po zelené.

## Výhled
Ačkoli některé z okolních stromů rozhlednu převyšují, poskytuje kruhový výhled na Ještědsko-kozákovský hřbet s Ještědem, Jizerské hory, Krkonoše s nejvyšší horou Sněžkou, Český ráj se zříceninou hradu Trosky, hrad Bezděz či okolí měst Liberec a Jablonec nad Nisou.